# 北京地铁房山线
北京地铁房山线连接中国北京市丰台区东管头南站至房山区阎村东站，是北京地铁的一条东西向地铁线路，连接北京城区及房山区，全长31.8公里，共设16座车站，2010年12月28日投入运营。标识色为 Pantone 1595C 。

## 历史
房山线一期线路全长约24.79公里，其中高架线约21.45公里，地下线约2.79公里，过渡段约0.55公里，沿途共设车站11座（未含预留站长阳北站）。线路于2009年4月9日开工建设，2010年9月全部完工，开始3个月的空载试运营，2010年12月30日正式开通运营（郭公庄站于2011年12月31日和9号线南段一同启用）。房山线的开行缓解了目前京郊西南部交通拥堵的情况，并会加强良乡卫星城在医疗、交通等方面的建设。
2017年12月30日，房山线西延2.2千米至阎村东站，在此站可与燕房线同台换乘。
2020年12月31日，房山线北延开通运营，长4.8公里。全程为地下线，设4座车站。房山线北延与正在建设的地铁16号线南段东管头南站衔接，以及在首经贸站与10号线换乘。
2022年5月4日，因疫情影响，阎村东站暂时封闭，但允许乘客换乘燕房线。2022年5月7日，苏庄站暂时封闭，列车通过不停车。
2022年5月12日，因疫情进一步恶化，稻田、长阳、篱笆房、广阳城、良乡大学城北、良乡大学城、良乡大学城西、良乡南关站暂时封闭，运营区间缩短为东管头南-大葆台。
2022年5月21日，根据疫情防控要求，东管头南、首经贸、花乡东桥、白盆窑、郭公庄、大葆台站暂时封闭，房山线全线暂停运营。
2022年5月29日，因疫情趋向好转，房山线恢复列车运行，稻田站、长阳站、篱笆房站、良乡南关站恢复运营，其他封闭车站中的换乘站则重新允许换乘。
2022年6月3日，根据疫情防控要求，阎村东站、良乡大学城西站、良乡大学城站、良乡大学城北站恢复运营，重新开放所有出入口。
2022年6月6日，根据疫情防控要求，苏庄站、广阳城站恢复运营。
2022年6月9日，根据疫情防控要求，东管头南、首经贸、花乡东桥、白盆窑、郭公庄、大葆台站恢复运营。
2022年9月24日，因京雄高速公路北京段上跨地铁房山线工程需要，房山线篱笆房站至东管头南站提前结束运营，阎村东站至广阳城站区间正常运营。同日，9号线及房山线部分列车进行车辆调试，各站到发时间有所调整，部分列车停车不载客。
2023年1月18日起，房山线逢工作日早高峰时段安排10组列车从阎村东站发车跨线运行至9号线国家图书馆站，工作日晚高峰时段安排10组列车从9号线国家图书馆站发车跨线运行回房山线阎村东站，使得房山线列车可以在9号线郭公庄车辆段停车，减少房山线早晚高峰开始前及结束后的列车空驶里程；同时原先由篱笆房至郭公庄的早高峰小交路调整为篱笆房至东管头南，原先由郭公庄站至篱笆房的晚高峰小交路调整为郭公庄至阎村东。

## 车站
房山线主线线路共设车站16座，其中地下车站6座，高架车站10座。房山线16座车站中有4座为轉乘站，分别为阎村东站、郭公庄站、首经贸站、东管头南站、可以轉乘燕房线、9号线、10号线、16号线共4条路线。东阎村附近设车辆基地1座。控制中心设在小营。
| 三期（麗金線） | 靈境胡同     |       |      | 4号线                           | 西城區 | 中标待建       |                |      |
| 三期（麗金線） | 太平桥       |       |      | 19号线                          | 西城區 | 中标待建       |                |      |
| 三期（麗金線） | 金融街西     |       |      | 不適用                          | 西城區 | 中标待建       |                |      |
| 三期（麗金線） | 南禮士路     |       |      | 1号线                           | 西城區 | 中标待建       |                |      |
| 三期（麗金線） | 广安门内     |       |      | 7号线 19号线牛街[虚]            | 西城區 | 中标待建       |                |      |
| 三期（麗金線） | 鸭子坊街     |       |      | 不適用                          | 西城區 | 中标待建       |                |      |
| 三期（麗金線） | 麗澤商務區   |       |      | 11号线 14号线 16号线 大兴机场线 | 丰台区 | 中标待建       |                |      |
| 三期（麗金線） | 東管頭       |       |      | 14号线                          | 丰台区 | 中标待建       |                |      |
| 二期（北延伸） | 东管头南     | 0     | 0    | 16号线                          | 丰台区 | 2020年12月31日 | 地下岛式站台   | 左侧 |
| 二期（北延伸） | 首经贸       | 1138  | 1138 | 10号线                          | 丰台区 | 2020年12月31日 | 地下岛式站台   | 左侧 |
| 二期（北延伸） | 花乡东桥     | 2931  | 1793 | 不適用                          | 丰台区 | 2020年12月31日 | 地下岛式站台   | 左侧 |
| 二期（北延伸） | 白盆窑       | 4602  | 1671 | 不適用                          | 丰台区 | 2020年12月31日 | 地下侧式站台   | 右侧 |
| ↑跨線車經 9号线运行至國家圖書館站 |              |       |      |                                 | 丰台区 |                |                |      |
| 一期 | 郭公庄       | 5988  | 1386 | 9号线（跨线车往国家图书馆）     | 丰台区 | 2011年12月31日 | 地下双岛式站台 | 左侧 |
| 一期 | 大葆台       | 7426  | 1438 | 不適用                          | 丰台区 | 2010年12月30日 | 半地下侧式站台 | 右侧 |
| 一期 | 稻田         | 13892 | 6466 | 不適用                          | 房山区 | 2010年12月30日 | 高架岛式站台   | 左侧 |
| 一期 | 长阳         | 17934 | 4042 | 不適用                          | 房山区 | 2010年12月30日 | 高架岛式站台   | 左侧 |
| 一期 | 篱笆房       | 20084 | 2150 | 不適用                          | 房山区 | 2010年12月30日 | 高架岛式站台   | 左侧 |
| 一期 | 广阳城       | 21558 | 1474 | 不適用                          | 房山区 | 2010年12月30日 | 高架岛式站台   | 左侧 |
| 一期 | 良乡大学城北 | 23561 | 2003 | 不適用                          | 房山区 | 2010年12月30日 | 高架岛式站台   | 左侧 |
| 一期 | 良乡大学城   | 24749 | 1188 | 不適用                          | 房山区 | 2010年12月30日 | 高架岛式站台   | 左侧 |
| 一期 | 良乡大学城西 | 26488 | 1739 | 不適用                          | 房山区 | 2010年12月30日 | 高架岛式站台   | 左侧 |
| 一期 | 良乡南关     | 27821 | 1333 | 不適用                          | 房山区 | 2010年12月30日 | 高架侧式站台   | 右侧 |
| 一期 | 苏庄         | 29152 | 1331 | 不適用                          | 房山区 | 2010年12月30日 | 高架侧式站台   | 右侧 |
| 二期（西延伸） | 阎村东       | 31457 | 2305 | 燕房线                          | 房山区 | 2017年12月30日 | 高架双岛式站台 | 右侧 |
| ↓远期直通燕房线运行 |              |       |      |                                 |        |                |                |      |
| 注释 |              |       |      |                                 |        |                |                |      |
| 1 斜体标示的车站尚未启用。 2 斜体标示的换乘尚未启用。 虚 持公共交通卡或使用北京公交APP的乘客在出站后30分钟内换乘可享受连续计费。持单程票的乘客，需要出站后重新购票。 |              |       |      |                                 |        |                |                |      |

## 列车
房山线一期所使用的列车（BJD01型）由北京地铁车辆装备设计制造，第一批次共21组126辆（编号 FS 001 - FS 021），每节车厢共4对车门，为内藏门，同时也是北京地铁第一批实现完全国产化的车辆。BJD01型于2010年12月30日开始运营，列车配属于阎村车辆段。
2019年起，为配合房山线提升运力，原定配属于房山线北延段的新造列车（BDK03型，编号 FS 022 - FS 044）陆续提前上线，最早上线的为FS 023和FS 024。BDK03型截至2020年12月已全数配置完毕并投入运营。

## 运营

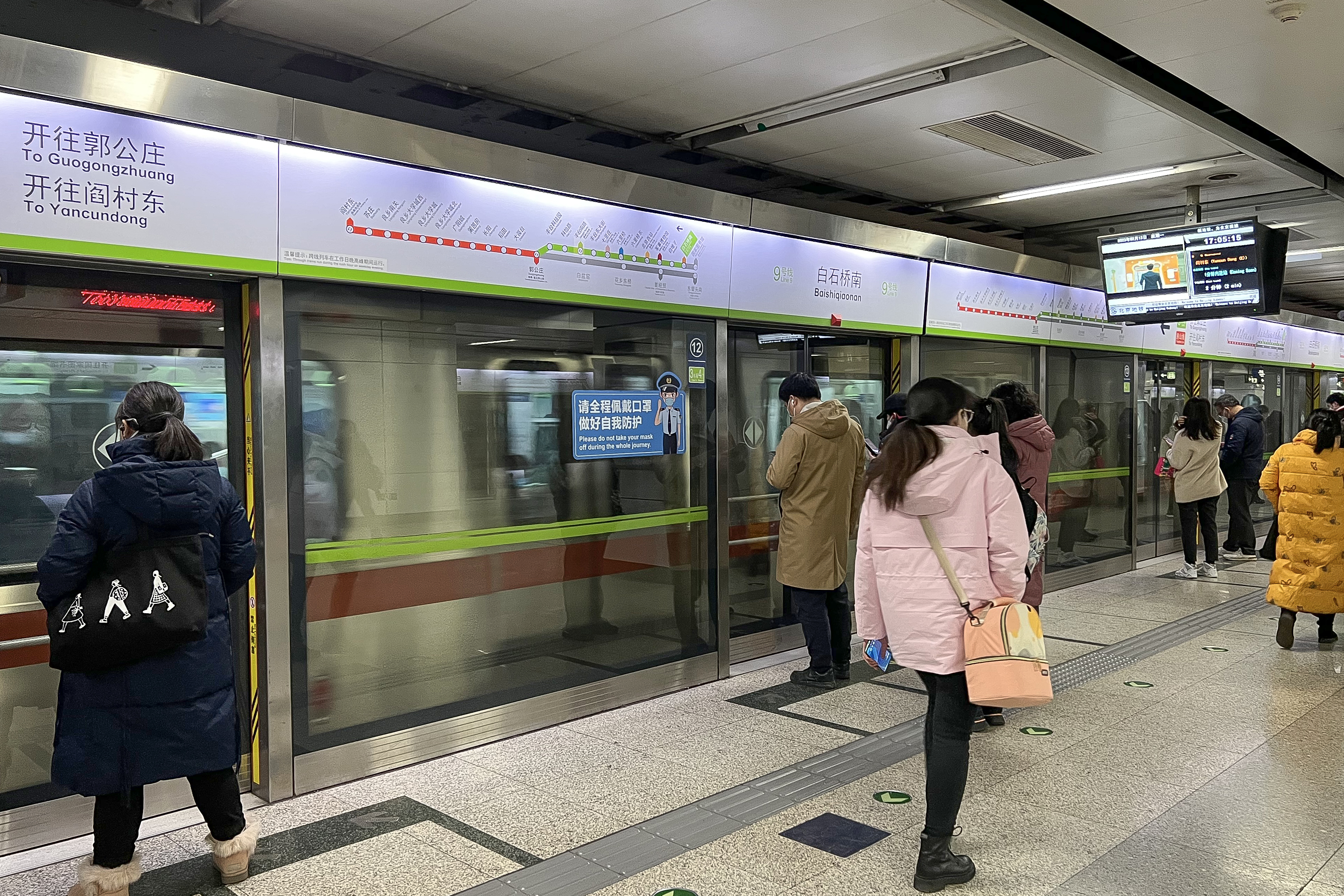
一班晚高峰时段开往阎村东的直通车驶入9号线白石桥南站（2023年2月摄）

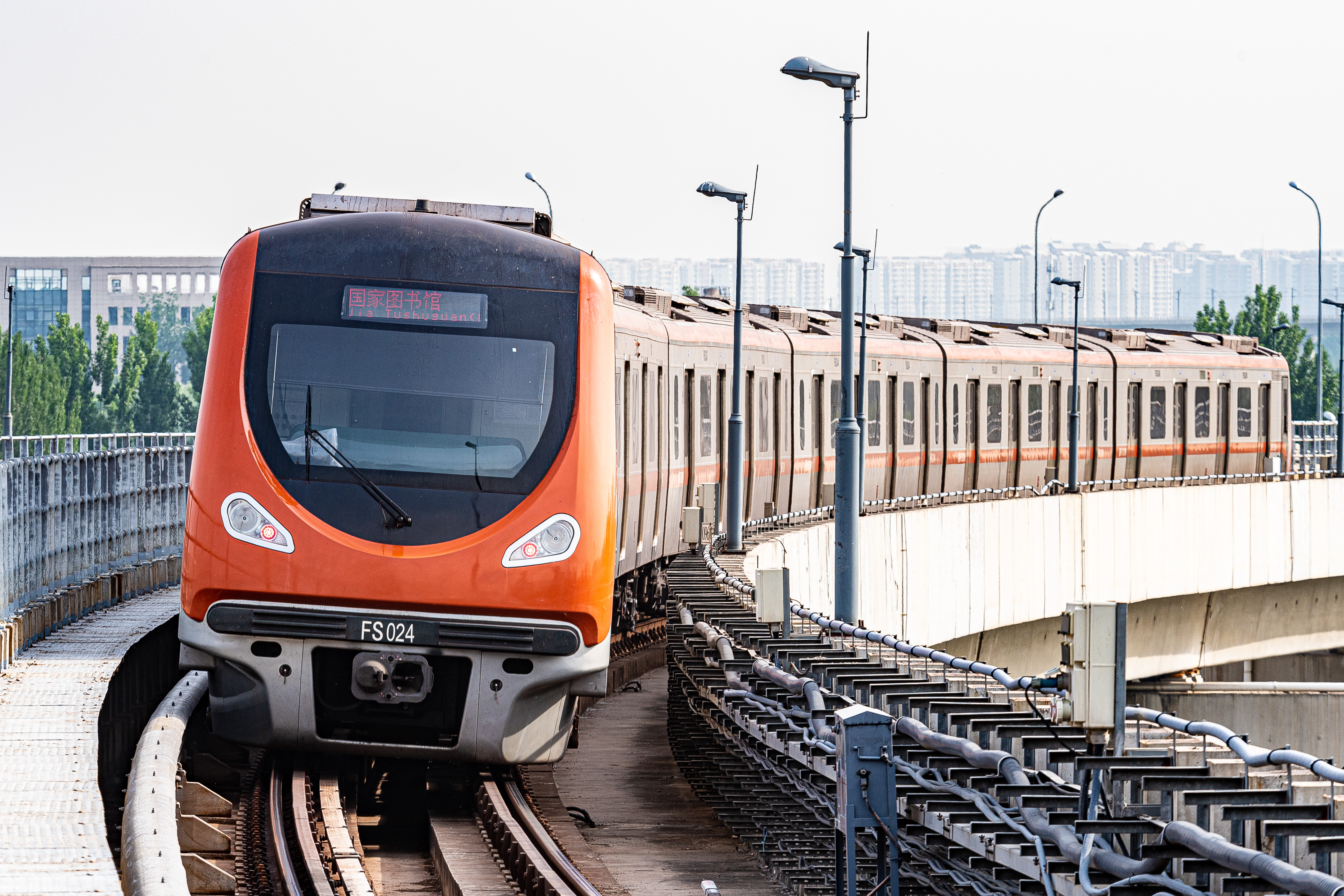
一班早高峰时段开往国家图书馆的直通车驶出房山线篱笆房站（2023年5月摄）

早高峰时段采取大小圈套跑的列车运营组织方式，大圈车交路为阎村东站~东管头南站，小圈车交路为篱笆房站~郭公庄站，套跑比例3:1，在篱笆房站共有11列始发列车，列车最小运行间隔为2分37秒；晚高峰时段列车最小运行间隔为3分。
此外在工作日早高峰时段，10组从阎村东站始发的列车跨线至9号线国家图书馆站，折返后载客至郭公庄清客回库，晚高峰从郭公庄出库后载客至国家图书馆站折返，再从国家图书馆站载客直通阎村东站。

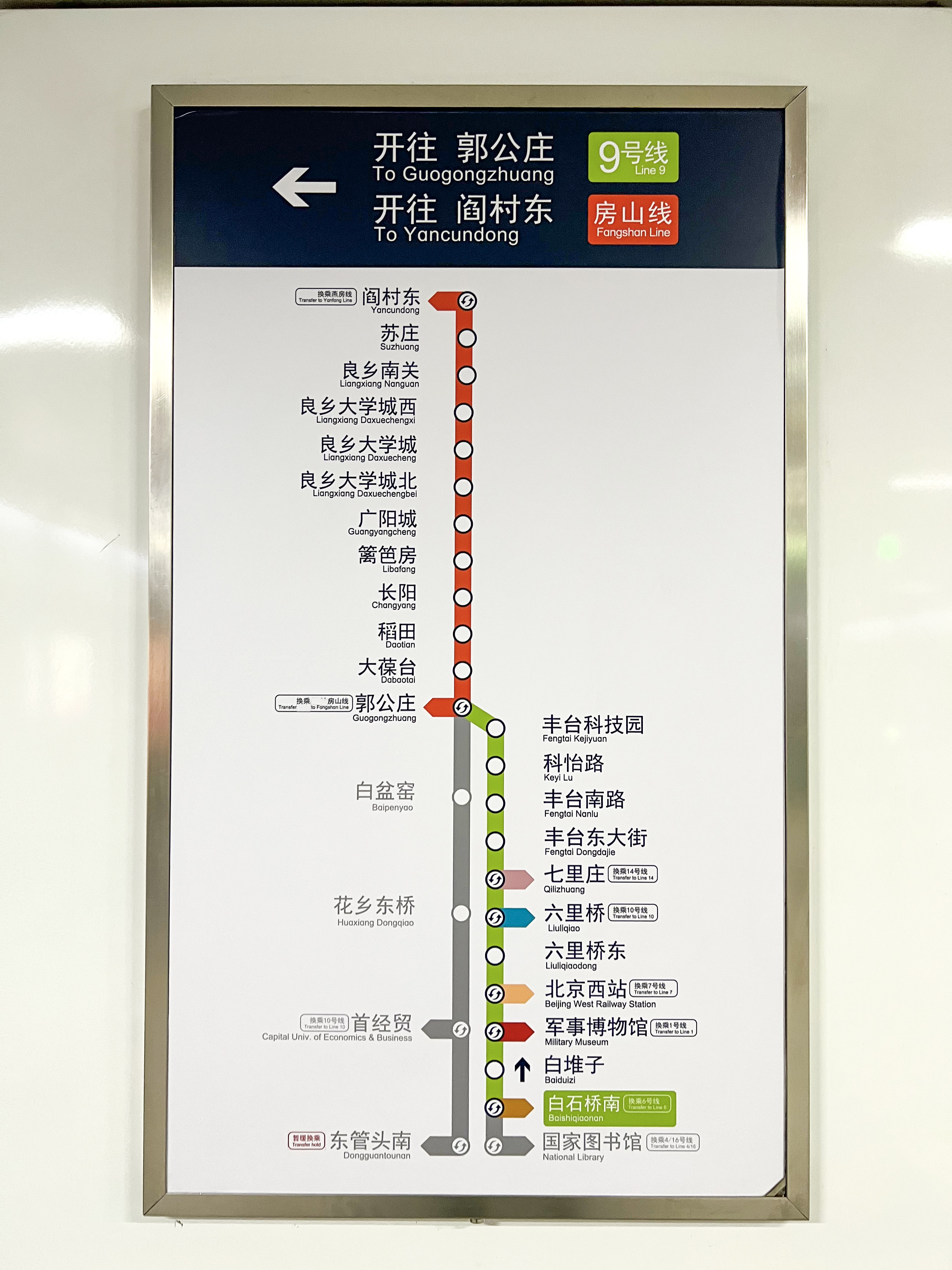
2022年2月，9号线白石桥南站张贴的线路图已列出房山线各站，从而为房山线部分列车跨线至9号线做准备

部分列车会在苏庄站清客回库。

## 未来发展

### 三期工程（丽金线）
房山线（编号为25号线）三期工程（又称丽金线）将延伸至4号线灵境胡同站，全长9.4公里，该工程已于2022年1月被列为《北京市轨道交通第三期建设规划（2022-2027年）》的10个建设项目之一。在2022年7月的《北京市轨道交通第三期建设规划（2022-2027年）》环境影响评价第二次公示中，房山线（25号线）三期工程（丽金线）南起东管头南站（不含），北至灵境胡同站，线路全长约10.9公里，设站8座。
2024年12月20日，丽金线发布勘察中标候选人公示。
丽金线工程亦包括在丰台区新建的永合庄停车场。

### 与燕房线贯通运营
燕房线远期将与本线贯通运营。